# Zagiridia alamotralis
Zagiridia alamotralis is een vlinder uit de familie grasmotten (Crambidae), uit de onderfamilie van de Spilomelinae. De wetenschappelijke naam van deze soort is voor het eerst voorgesteld door Pierre Viette in een publicatie uit 1973.
De soort komt voor in Madagaskar.